# اتا هرکول
اتا هرکول یک ستاره است که در صورت فلکی زانوزده قرار دارد.